# Arteria komunikacyjna

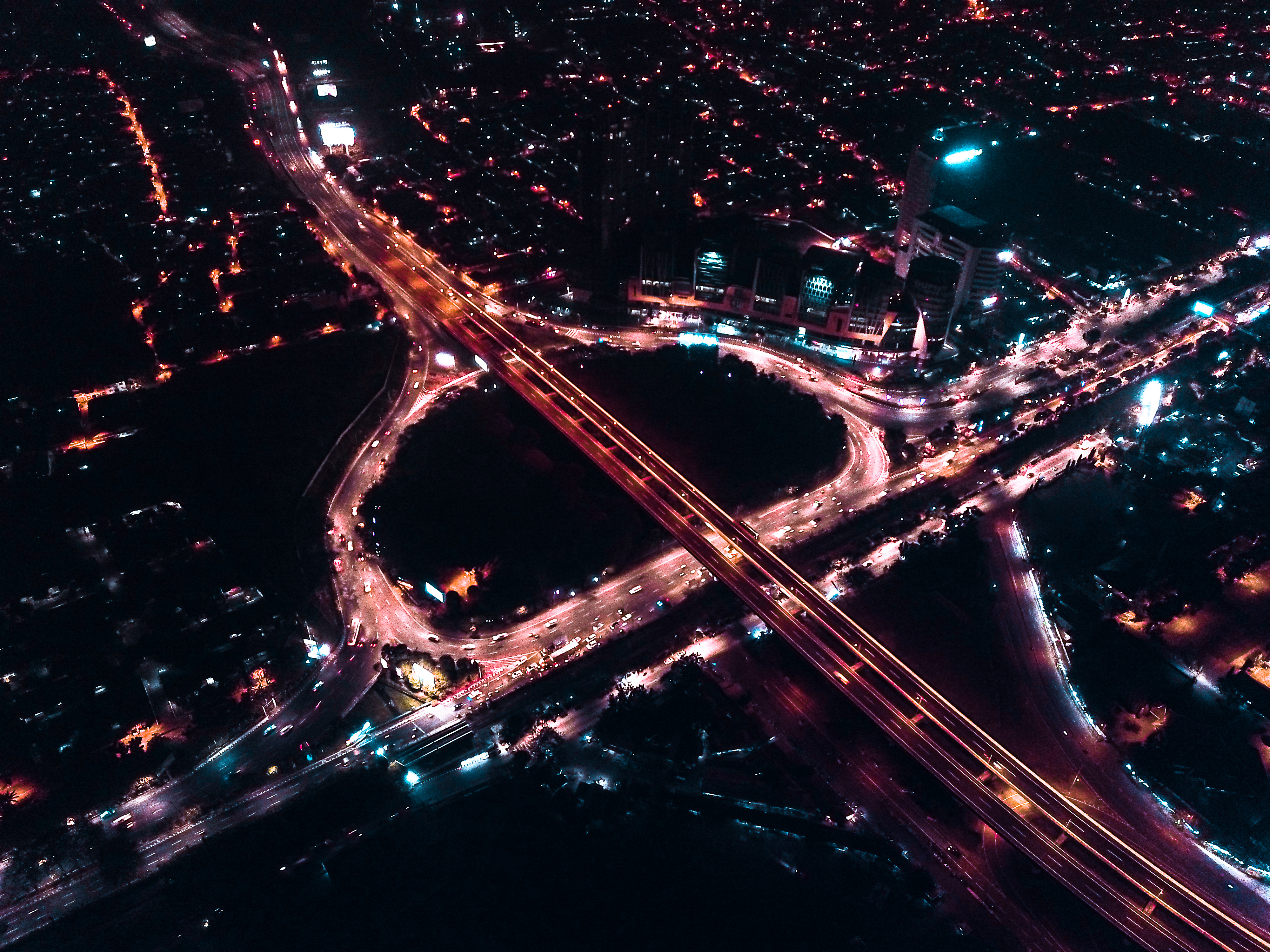
Arterie komunikacyjne

Arteria komunikacyjna (gr. αρτηρία, „tętnica”) – ważny szlak komunikacyjny, lądowy lub wodny, o dużej przelotowości ruchu komunikacyjnego.  Jest to najczęściej główna droga, przystosowana do ruchu o dużym natężeniu, zwykle z bezkolizyjnymi skrzyżowaniami, nie obsługująca ruchu lokalnego. Arterie łączą kraje, regiony lub miasta. Przykłady arterii komunikacyjnych: autostrada, droga ekspresowa, droga dwujezdniowa. Arterie o znaczeniu międzynarodowym lub ogólnokrajowym są nazywane magistralami.

## Podział arterii
pod względem zasięgu:
- międzynarodowe
- krajowe
- regionalne
- miejskie

pod względem funkcjonalno-technicznym:
- ekspresowe
- główne
- zbiorcze